# Ventosa ostetrica

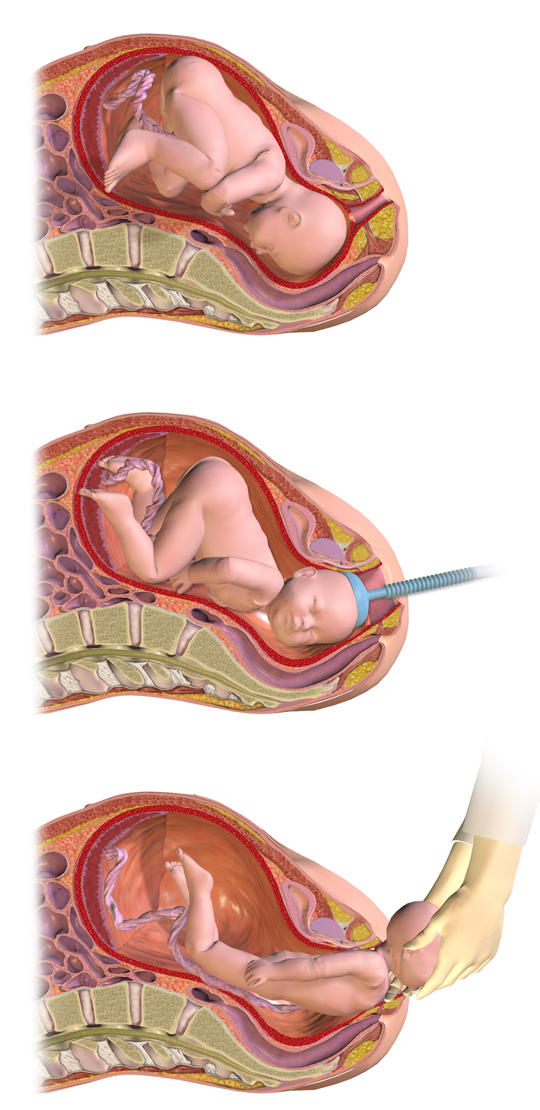
La ventosa ostetrica

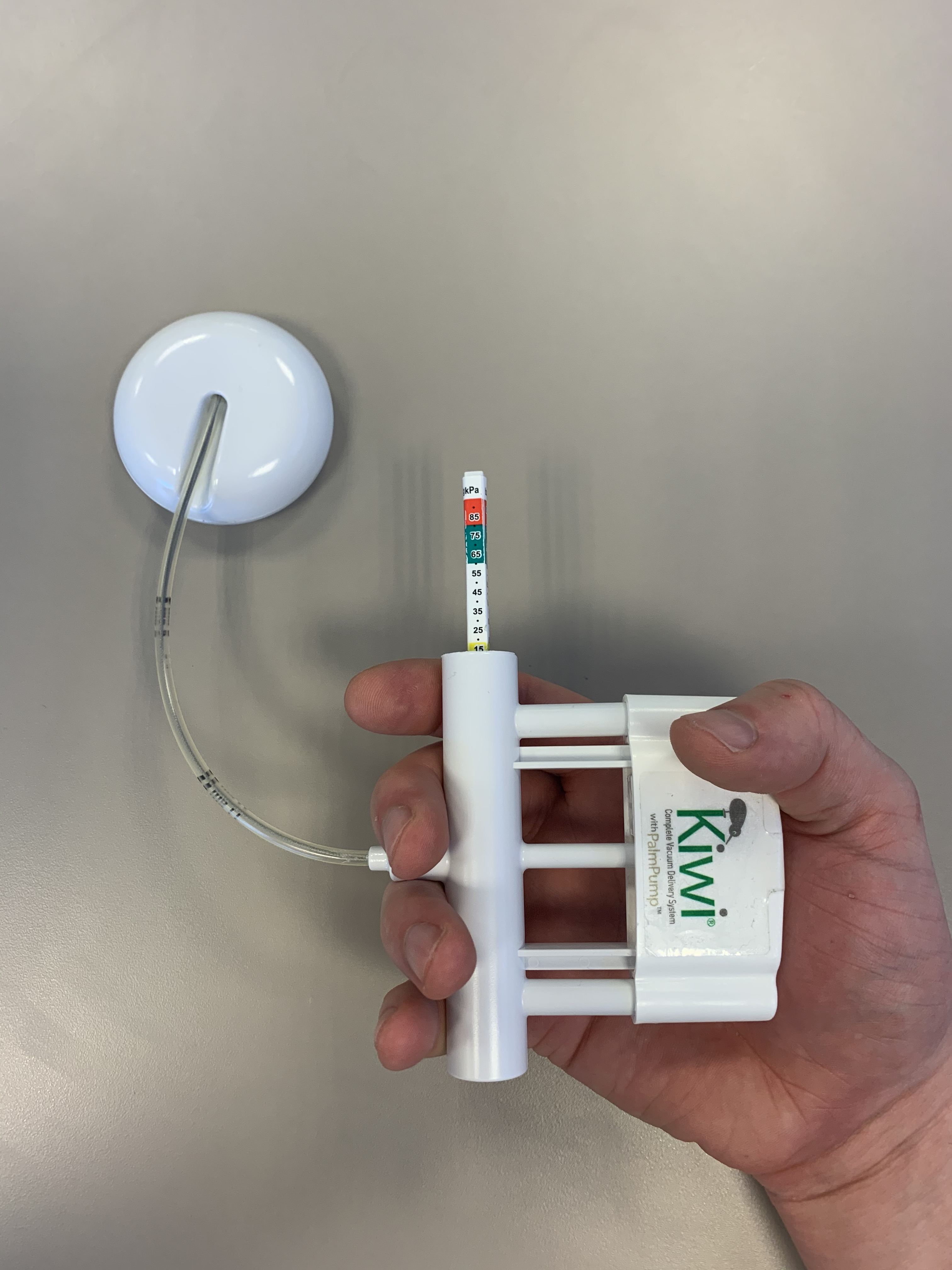
Vacuum extractor

La ventosa ostetrica è uno strumento utilizzato per assistere la nascita di un feto, quando esistono ostacoli alla sua progressione spontanea, allo scopo di accelerare o facilitare la fuoriuscita della testa del nascituro.

## Tecnica
La tecnica prevede l'applicazione di un cappuccio d'acciaio sulla testa fetale. Un compressore determina il vuoto aspirando l'aria tramite un tubo e facendo così aderire tenacemente il cappuccio alla testa del nascituro. L'ostetrico, simultaneamente alle contrazioni uterine ed alle spinte materne, esercita una trazione verso l'esterno che determina la fuoriuscita della testa fetale. A quel punto la ventosa si stacca interrompendo l'aspirazione dell'aria ed il parto può essere completato.
La tecnica è abbastanza sicura e comporta rari rischi materni o fetali. Per la buona riuscita della manovra è fondamentale applicare correttamente lo strumento la cui coppa aspirante deve essere posizionata nel cosiddetto flexion point o punto di flessione, che si trova tre centimetri davanti alla fontanella posteriore. Se l'applicazione della ventosa fallisce una prima volta (la coppa può staccarsi perché perde tenuta sulla testa fetale), può essere effettuato un secondo tentativo.
Sono state anche prodotte ventose ostetriche di materiale plastico monouso che hanno quasi del tutto sostituito le vecchie ventose con cappuccio in acciaio.

## Utilizzo

### Indicazioni nell'uso della ventosa
Esistono delle condizioni necessarie perché sia possibile l'utilizzo di questo strumento:
- Il feto è in presentazione cefalica.
- Non esistono ostacoli meccanici (tumori ad esempio) alla progressione della testa fetale.
- La dilatazione del collo dell'utero è completa
- La testa deve essere ben impegnata (quindi ben discesa) nel canale da parto.
- Mancata progressione della testa fetale nel canale da parto (per esempio per scarsità di attività contrattile uterina o mancata collaborazione della partoriente).
- Sofferenza fetale nel secondo stadio del travaglio (quasi sempre diagnosticata da alterazioni della frequenza cardiaca fetale).
- Controindicazioni allo sforzo della fase espulsiva del parto (ad esempio cardiopatie materne) o impossibilità a controllare correttamente le spinte (malattie neurologiche).

### Controindicazioni all'uso della ventosa
- Prematurità fetale.
- Presentazione non cefalica (di faccia, podalica, di spalla ed altre).
- Macrosomia fetale.
- Dilatazione non ancora completa.
- Sproporzione feto-pelvica.
- Fratture del bacino materno.
- Malattie emorragiche del nascituro.

### Utilità della tecnica
- Non è necessariamente richiesta un'episiotomia.
- Non è necessaria un'anestesia.
- I danni fetali sono rari e quasi sempre lievi e passeggeri.
- Rischi inferiori rispetto ad altre tecniche (come l'uso del forcipe).

## Possibili complicazioni
- Il neonato può presentare un transitorio ed innocuo gonfiore nel punto di applicazione della ventosa.
- Rarissimi casi di cefaloematoma o emorragia cerebrale.

La ventosa quindi, nonostante possa comportare dei rischi, costituisce un'alternativa sicura  all'uso del forcipe durante un parto.